# Roberto Barros
Roberto Barros Torres (Santiago, 19 de abril de 1899-ibídem, 10 de diciembre de 1957) fue un abogado y político liberal chileno. Hijo de Nicanor Barros Sierra y de Mercedes Torres Arriagada, contrajo matrimonio con Berta Villegas Duncan.

## Actividades profesionales
Estudió en el Colegio San Ignacio y en la Facultad de Derecho de la Universidad de Chile. Se desempeñó en el Tribunal de Cuentas (1906-1915), director de Parques, Jardines y Subsistencias, en la Municipalidad de Santiago (1915-1931). Posteriormente se dedicó a la agricultura, explortando la hacienda “Los Peumos”, en El Canelo.

## Actividades políticas
Militante del Partido Nacional, donde ocupó el cargo de presidente de asamblea provincial metropolitano, hasta que se fusionó al Partido Liberal (1931). En su nueva colectividad llegó a ser parte del directorio nacional y dirigió la Convención Unionista de 1931. Dentro de esta colectividad fue parte de la facción manchesteriana.
Elegido Diputado por el 1.er Distrito Metropolitano: Santiago (1937-1941), participando de la comisión permanente de Relaciones Exteriores.
Reelecto Diputado por Santiago (1941-1945), integrando la comisión permanente de Agricultura y Colonización. Nuevamente Diputado por el mismo distrito (1945-1949), en esta ocasión fue miembro de la comisión permanente de Gobierno Interior.
Obtuvo un último período legislativo (1949-1953), antes de retirarse de la política. En esta oportunidad participó de la comisión permanente de Vías y Obras Públicas.
Fue comisionado en varias ocasiones como representante de Chile a congresos celebrados de Brasil, Argentina y Uruguay. Representó a la Municipalidad de Santiago, en Río de Janeiro, en el Centenario de Brasil.

## Membresías
Miembro de Consejo de Turismo, logrando la restauración de los fuertes de Valdivia. Fue socio del Club de La Unión, del Club Liberal, del Club Hípico y de la Sociedad Nacional de Agricultura.